# 1987 na música

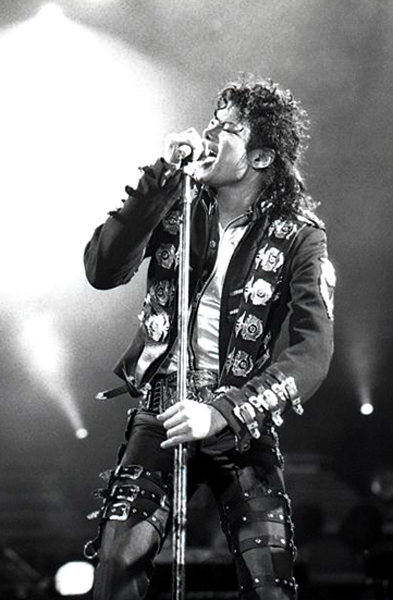
Michael Jackson na Bad World Tour, 1988

## Eventos
- Em 19 de março, Ultraje a Rigor grava o segundo disco intitulado Sexo!!, editado pela WEA.
- Madonna lança a trilha sonora do filme Who's That Girl, filme que foi um fracasso, ao contrário do single que foi um sucesso.
- A 14 de junho, tem início a Who's That Girl Tour, primeira turnê mundial de Madonna.
- 16 de agosto a banda norueguesa de Black metal Mayhem lança seu primeiro EP Deathcrush.
- A 12 de setembro, tem início a Bad World Tour, a primeira turnê em carreira solo de Michael Jackson, promovendo seu álbum Bad.
- Em 28 de setembro, é lançado o sexto álbum de estúdio da banda inglesa Depeche Mode, Music for the Masses.[1]
- Os Paralamas do Sucesso participam no Festival de Jazz de Montreux, na Suíça. Com o show, lançam D o primeiro disco ao vivo da carreira.
- António Manuel Ribeiro, líder da banda UHF lança o seu primeiro disco a solo, o single É Hoje - Agora.[2]

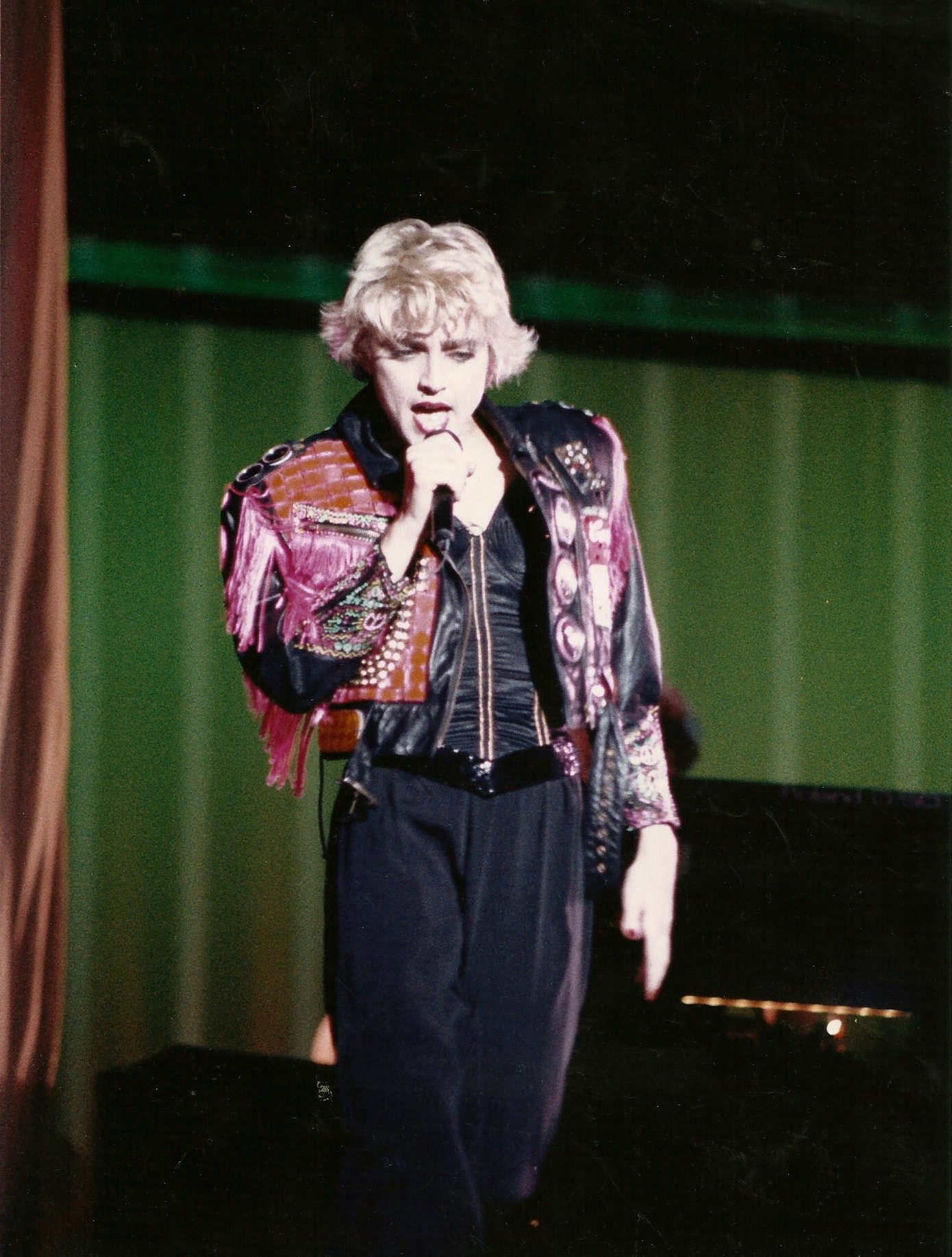
Madonna num show em Sceaux, França, na sua turnê Who's That Girl World Tour (29 de agosto de 1987)

## Álbuns lançados
- 15 de Maio- A banda Mötley Crüe lança seu 4.° albúm de estúdio chamado Girls, Girls, Girls.
- Em 20 de junho, a cantora norte-americana Whitney Houston lança o álbum Whitney, vendendo 10 milhões de cópias só nos Estados Unidos  e gerando 4 singles #1’s consecutivos: I wanna dance with somebody, Didn’t we almost have it all, So emotional e Where do broken hearts go. Com isto, Whitney conseguiu a façanha de ter sete singles #1’s consecutivos, um recorde que não foi quebrado até hoje.
- 16 de julho - O Guns N' Roses lança o álbum Appetite for Destruction, alcançando muito sucesso com a música mais clássica da banda, "Sweet Child O' Mine" e vendendo, até os dias atuais, cerca de 40 milhões de cópias.
- 3 de Agosto - A banda Def Leppard lança Hysteria, o quarto álbum de estúdio.
- 18 de Agosto - O Aerosmith lança Permanent Vacation, um divisor de águas entre o período das drogas e o período do novo Aerosmith sóbrio. O álbum traz a power ballad Angel, Top 3 da Billboard Hot 100.
- A banda gaúcha Engenheiros do Hawaii lança seu segundo álbum, A Revolta dos Dândis.
- A banda  Gipsy Kings lança o álbum  Gipsy Kings, com sucessos mundiais como Djobi Djoba e Bamboleo.
- É lançado o álbum Among the Living da banda de thrash metal Anthrax, que, até hoje, é considerado o melhor álbum da banda e um dos maiores clássicos do thrash metal.
- O conjunto musical mexicano de pop rock Maná estreia com seu álbum homônimo, depois de 2 álbuns sob o nome de Sombrero Verde.
- 31 de agosto - Depois de no mínimo 1 ano de atraso, Michael Jackson lança seu sucessor de Thriller: Bad, que, por muitos anos, permaneceu na 2ª posição dos álbuns mais vendidos do mundo. Neste álbum, encontramos algumas das músicas mais clássicas do cantor, como "Bad", "Smooth Criminal" e "Man In The Mirror", e uma de suas façanhas inéditas foi colocar 5 músicas no topo do Hot 100 da Billboard nos EUA, um recorde do Rei do Pop.
- O grupo de Pop Rock brasileiro Kid Abelha, que, na época, ainda tinha o nome de Kid Abelha e os Abóboras Selvagens, lança o disco Tomate, que foi mixado em Londres.
- Os Paralamas do Sucesso se apresentam no Festival de Jazz de Montreux, na Suíça. Com o show, lançam o primeiro disco ao vivo da carreira, o D, no  mesmo ano.
- O cantor Lobão lança o álbum Vida Bandida.
- A cantora Patrícia Marx lança seu primeiro disco solo, após sua saída do grupo infantil Trem da Alegria. Contou com músicas com "To be Or Not To Be" e "Festa do Amor" e foi lançado pela BMG (atual Sony Music).
- A gravadora EMI-Odeon lança seu primeiro disco infantil, com a apresentadora e cantora baiana Mara Maravilha, que, nos anos seguintes, lançaria vários álbuns de sucesso.
- Lançamento do disco dos Bee Gees: E.S.P.
- A banda Pink Floyd lança A Momentary Lapse of Reason.
- A banda Jethro Tull lança Crest of a Knave.
- Music for the Masses, um dos mais aclamados álbuns da banda Depeche Mode, é lançado em 21 de setembro.[1]
- A banda Napalm Death lança seu primeiro álbum: Scum.
- A banda Viper lança seu primeiro álbum: Soldiers of Sunrise.
- António Manuel Ribeiro, líder da banda UHF, lança o single a solo É Hoje - Agora [2]
- Lançamento do álbum Free Pop dos Pop Dell'Arte, no dia 8 de dezembro, pela editora Ama Romanta
- Em Dezembro, a Legião Urbana lança "Que País É Este", seu terceiro disco, contendo músicas da antiga banda de Renato Russo, o Aborto Elétrico.
- A banda T-Square lança seu álbum de mais sucesso, Truth.

| Data           | Álbum                                                      | Artista              | Gênero                       | Observação | Ref |
| -------------- | ---------------------------------------------------------- | -------------------- | ---------------------------- | ---------- | --- |
| 9 de Março     | The Joshua Tree                                            | U2                   | rock                         |            |     |
| 23 de Abril    | Introduce Yourself                                         | Faith No More        | funk metal                   |            |     |
| 11 de maio     | It's Better to Travel                                      | Swing Out Sister     | pop                          |            |     |
| 20 de junho    | Whitney                                                    | Whitney Houston      | pop                          |            |     |
| 13 de julho    | Introducing the Hardline According to Terence Trent D'Arby | Terence Trent D'Arby | rhythm and blues             |            |     |
| 16 de julho    | Appetite for Destruction                                   | Guns N' Roses        | hard rock                    |            |     |
| 3 de agosto    | Hysteria                                                   | Def Leppard          | heavy metal                  |            |     |
| 18 de agosto   | Permanent Vacation                                         | Aerosmith            | roque                        |            |     |
| 31 de agosto   | Bad                                                        | Michael Jackson      | pop                          |            |     |
| 7 de setembro  | A Momentary Lapse of Reason                                | Pink Floyd           | rock progressivo             |            |     |
| 11 de setembro | Crest of a Knave                                           | Jethro Tull          | rock progressivo             |            |     |
| 27 de setembro | "Music for the Masses"                                     | Depeche Mode         | música eletrônica, synthrock |            |     |

## Bandas formadas
- - Green Day ; Nirvana ; Alice in Chains ;
- - Oficina G3 ; Raimundos ;

## Bandas desfeitas
- - Doce

## Nascimentos
| Data            | Nome                  | Profissão                                 | Nacionalidade    | Observações | Ref |
| --------------- | --------------------- | ----------------------------------------- | ---------------- | ----------- | --- |
| 9 de janeiro    | Paolo Nutini          | cantor                                    | Escócia          |             |     |
| 15 de janeiro   | Jesus Luz             | DJ, modelo e ator                         | Brasil           |             |     |
| 22 de janeiro   | Angel Olsen           | cantora                                   | Estados Unidos   |             |     |
| 31 de janeiro   | Marcus Mumford        | cantor                                    | Inglaterra       |             |     |
| 2 de fevereiro  | Victoria Song         | cantora, dançarina e atriz                | China            |             |     |
| 7 de fevereiro  | Kerli                 | cantora e compositora                     | Estónia          |             |     |
| 10 de fevereiro | Siwon                 | cantor e ator                             | Coreia do Sul    |             |     |
| 1 de março      | Kesha                 | cantora e compositora                     | Estados Unidos   |             |     |
| 7 de março      | Eleni Foureira        | cantora e dançarina                       | Grécia           |             |     |
| 26 de março     | YUI                   | cantora e compositora                     | Japão            |             |     |
| 31 de março     | Georg Listing         | músico                                    | Alemanha         |             |     |
| 9 de abril      | Jesse McCartney       | cantor                                    | Estados Unidos   |             |     |
| 9 de abril      | Jazmine Sullivan      | cantora e compositora                     | Estados Unidos   |             |     |
| 11 de abril     | Joss Stone            | cantora                                   | Inglaterra       |             |     |
| 12 de abril     | Brendon Urie          | vocalista                                 | Estados Unidos   |             |     |
| 27 de abril     | Jonathan Ferr         | músico e compositor                       | Brasil           |             |     |
| 28 de abril     | Robin Schulz          | DJ e produtor músical                     | Alemanha         |             |     |
| 2 de maio       | Nana Kitade           | cantora                                   | Japão            |             |     |
| 15 de maio      | Larissa Luz           | cantora                                   | Brasil           |             |     |
| 18 de maio      | Luisana Lopilato      | atriz e cantora                           | Argentina        |             |     |
| 25 de maio      | Luedji Luna           | cantora                                   | Brasil           |             |     |
| 2 de junho      | FTampa                | DJ e produtor músical                     | Brasil           |             |     |
| 20 de junho     | Tomoya Kanki          | baterista do One Ok Rock                  | Japão            |             |     |
| 28 de julho     | Sevak Khanagyan       | cantor                                    | Armênia / Rússia |             |     |
| 1 de setembro   | Sevdaliza             | cantora e compositora                     | Irão             |             |     |
| 6 de setembro   | Jaloo                 | cantor e produtor músical                 | Brasil           |             |     |
| 7 de setembro   | Evan Rachel Wood      | cantora e atriz                           | Estados Unidos   |             |     |
| 8 de setembro   | Wiz Khalifa           | rapper e compositor                       | Estados Unidos   |             |     |
| 9 de setembro   | Afrojack              | DJ e produtor músical                     | Países Baixos    |             |     |
| 28 de setembro  | Hilary Duff           | cantora e atriz                           | Estados Unidos   |             |     |
| 29 de setembro  | Gryffin               | músico, DJ, compositor e produtor músical | Estados Unidos   |             |     |
| 29 de setembro  | Josh Farro            | guitarrista e compositor                  | Estados Unidos   |             |     |
| 8 de outubro    | Duda Beat             | cantora                                   | Brasil           |             |     |
| 18 de outubro   | Zac Efron             | ator e cantor                             | Estados Unidos   |             |     |
| 27 de outubro   | Thelma Aoyama         | cantora                                   | Japão            |             |     |
| 28 de outubro   | Frank Ocean           | cantor                                    | Estados Unidos   |             |     |
| 29 de outubro   | Tove Lo               | cantora e compositora                     | Suécia           |             |     |
| 4 de novembro   | T.O.P                 | rapper, compositor e produtor             | Coreia do Sul    |             |     |
| 5 de novembro   | Kevin Jonas           | cantor, compositor e ator                 | Estados Unidos   |             |     |
| 22 de novembro  | Sadamu Yanoki (Ryoga) | guitarrista                               | Japão            |             |     |
| 29 de novembro  | Cashmere Cat          | DJ                                        | Noruega          |             |     |
| 30 de novembro  | Dougie Poynter        | baixista                                  | Inglaterra       |             |     |
| 4 de dezembro   | Orlando Brown         | ator e cantor                             | Estados Unidos   |             |     |
| 7 de dezembro   | Aaron Carter          | cantor e ator                             | Estados Unidos   |             |     |

## Mortes
| Data            | Nome                | Profissão                                | Nacionalidade     | Observações | Ref |
| --------------- | ------------------- | ---------------------------------------- | ----------------- | ----------- | --- |
| 23 de fevereiro | José Afonso         | músico                                   | Portugal          | n. 1929     |     |
| 27 de março     | Bruno Kiefer        | compositor, musicólogo e crítico musical | Alemanha / Brasil | n. 1923     |     |
| 3 de maio       | Dalida              | cantora                                  | França / Itália   | n. 1933     |     |
| 3 de junho      | Andrés Segovia      | guitarrista                              | Espanha           | n. 1893     |     |
| 19 de julho     | Clementina de Jesus | cantora                                  | Brasil            | n. 1901     |     |
| 11 de setembro  | Peter Tosh          | cantor                                   | Jamaica           | n. 1944     |     |
| 9 de dezembro   | Will Shatter        | cantor e baixista                        | Estados Unidos    |             |     |